# 주불가리아 임시 러시아 행정부

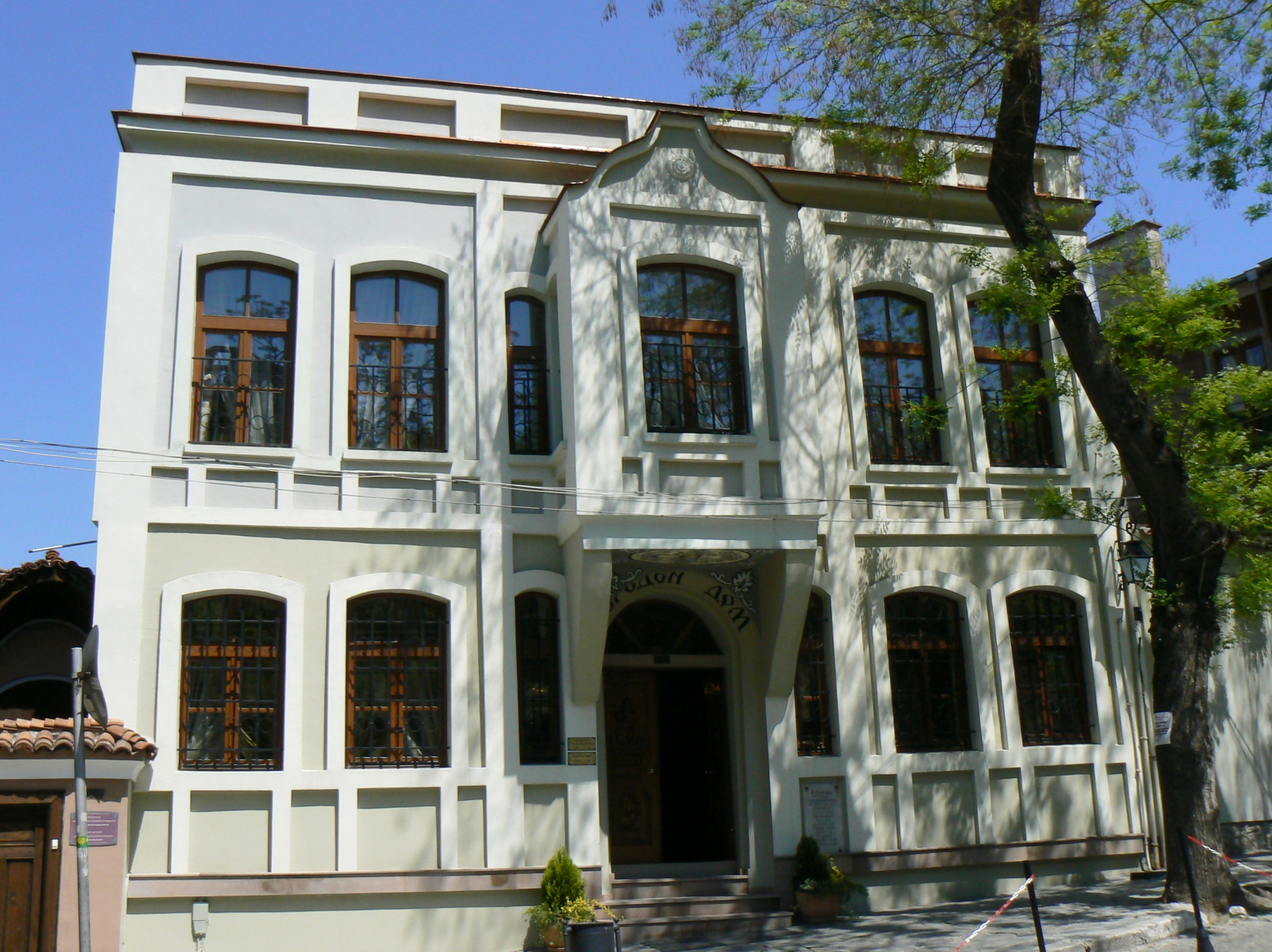
1878년 5월부터 10월까지 임시 러시아 행정부가 사용한 플로브디프의 거처.

주불가리아 임시 러시아 행정부(러시아어: Временное русское управление в Болгарии, 불가리아어: Временно руско управление в България)는 러시아-튀르크 전쟁 기간 동안 러시아 제국 육군이 해방시킨 불가리아 영토에 수립된 과도정부였다. 1877년 4월 행정부 수립이 시작되었고, 불가리아 공국이 수립됨에 따라 베를린 조약을 통해 임시 러시아 행정부의 활동은 정지되었다. 이후 1879년 5월 임시 행정부는 공식적으로 폐지되었다.
러시아 행정부의 주요 목적은 불가리아 국가의 재건과 불가리아 국민들의 평화로운 삶을 구축하는 것이었다. 한편, 오늘날 불가리아 서부 지역은 세르비아 육군이 해방시켰고, 1877년 12월 19일부터 1879년 6월 5일까지 임시 세르비아 행정부가 들어섰다. 이 지역들은 이후 공식적으로 1879년 불가리아 공국에 통합되었다.

## 조직 및 활동
임시 러시아 행정부는 초기에 러시아 황제의 위원인 블라디미르 체르카스키 대공이 이끌었으며 "트란스다뉴브 지역의 민간 총독" 수장이었다. 1878년 3월 체르카스키의 죽음 이후, 이 직책은 알렉산드르 돈두코프코르사코프가 이어받았다. 1878년 5월 20일부터 10월 10일까지 위원회는 플로브디프에 위치했지만, 이후 소피아로 이동했다. 민정의 도입은 1878년부터 시작되었다. 러시아 제국의 군관들뿐만 아니라 불가리아인들도 다수 포함되었다. 불가리아 왕국의 총리가 되는 드라간 찬코프, 페트코 카라벨로프, 스테판 스탐볼로프, 디미타르 그레코프, 디미타르 페트코프, 콘스탄틴 스토일로프 등이 있다. 러시아 행정부는 미래 불가리아를 위한 국가 체계를 만들기 위해 가능한 많은 관료들을 양성하려고 했다. 초기에 7개의 불가리아 지방의 총독은 6명이 러시아인이고 1명이 불가리아인이었지만, 7개의 지방 중 6개의 지방의 부총독이 불가리아인이었다. 지방에서 러시아는 정부 체계를 만들었는데 선거 행정구와 사법위원회를 만들고, 마을 원로들의 자문 위원회를 만들었다. 또한 불가리아 헌법의 초안이 작성되었다. 행정부는 제헌 국민 의회를 만들기 위한 선거를 준비했다.
1878년 봄부터 여름까지 불가리아 민병대가 정규군이 되어 불가리아 대륙군을 형성했다. 많은 불가리아 청년들이 러시아 군사학교에 파견되었고, 그 중 뛰어난 인재는 사관학교에 파견되었다. 곧 러시아인들은 불가리아에 지역 군사학교에 파견되었다. 새로운 군대의 빠른 편제 및 훈련을 위해 임시 행정부는 다뉴브군의 낮은 직급의 러시아 장교들과 강사들을 불가리아 부대에 배속시켰다. 또한 러시아군은  불가리아 의용 파견대와 러시아 부대의 교외 지역 군사 훈련을 장려했다. 이러한 조치들은 이후 불가리아군의 예비군 동원의 밑거름이 되었다. 러시아군은 불가리아군의 장비와 보급품을 지원했고, 불가리아 해군 설립을 적극적으로 지원했다. 또한 불가리아 청년들은 러시아 군사학교와 소피아 군사학교에 배정받았다.

## 같이 보기
- 러시아-튀르크 전쟁 (1877년-1878년)
- 불가리아 공국
- 주불가리아 임시 세르비아 행정부